# Делапорт, Филипп
Филипп Адам Делапорт (англ. Philip Adam Delaporte; 19 августа 1867, Вормс — 19 сентября 1928, Gridley, Иллинойс) — один из первых миссионеров, поселившихся на острове Науру, переводчик и лингвист.

## Биография
Уроженец немецкого города Вормс. 
Он приплыл на Науру в 1899 году с Гавайских островов вместе со своей семьёй. Делапорт первым занялся переводом Библии, включая Новый Завет и истории из Ветхого Завета. Он занимался переводами и составлением катехизиса, сборника гимнов, школьных учебников и историей христианской церкви на науруанский язык. 
В 1907 году он первым составил немецко-науруанский и науруанско-немецкий словарь, состоявший из 65 страниц и 1650 немецких слов, которые были переведены на науруанский язык. 
В 1914 году во время Первой мировой войны Науру перешло под власть Великобритании и в своём письме выразил поддержку Германии и в 1915 году он покинул остров.
Деларорт был назначен ответственным за немецкую общину в Маскатине (Айова).
Скончался в ноябре 1928 года в деревне Гридли (Иллинойс) в возрасте 60 лет.